# Happily N'Ever After 2
Happily N'Ever After 2 (bra: Deu a Louca na Branca de Neve; prt: E Não Viveram Felizes para Sempre! 2 - Branca de Neve), também divulgado como Happily N'Ever After 2: Snow White Another Bite @ the Apple, é um filme de animação germano-norte-americano de 2009, dirigido por Steven E. Gordon e Boyd Kirkland.

## Sinopse
Desta vez, a Princesa Branca de Neve, é uma adolescente que prefere se divertir com os seus amigos do que ajudar os camponeses. Quando o pai de Branca de Neve se encanta por Lady Vaidosa, uma bruxa que pretende governar o reino, Branca de Neve torna-se uma ameaça, e logo é enganada pela bruxa, que começa a espalhar boatos aos habitantes da cidade, forçando-a fugir. Com a reconstrução da casa dos três porquinhos e a ajuda dada aos sete anôes, Branca de Neve pode evitar o casamento de seu pai com a malvada Lady Vaidosa. Com a ajuda de Manco e Mambo ela terá que provar que pode governar, trazendo o equilíbrio de volta para a balança do bem e do mal. Esta animação é uma paródia muito bem humorada dos eternos contos de fadas.